# Karataş (Adana)
Karataş (türkisch für schwarzer Stein) ist eine Stadt und ein Landkreis in der Provinz Adana in der Türkei, direkt am Mittelmeer, am südlichsten Punkt der Çukurova-Tiefebene gelegen. Karataş liegt 47 Kilometer südlich von Adana und hatte Ende 2012 12.354 Einwohner. Die Einwohnerzahl des Landkreises, der seit 2013 flächen- und einwohnergleich mit der Gemeinde ist, betrug Ende 2024 24.304.
Nahebei liegt das antike Magarsos (der Hafen von Mallos) an der antiken Mündung des Ceyhan in den Golf von İskenderun.

## Städtepartnerschaften
Es besteht eine Städtepartnerschaft mit Memmingen. In Memmingen wurde eine Straße im Industriegebiet Nord nach Karataş benannt, in Karataş gibt es seit 2001 einen Memmingen Bulvarı direkt am Mittelmeerstrand.

## Persönlichkeiten
- Serkan Kırıntılı (* 1985), türkischer Fußballtorhüter
- Hasan Şaş (* 1976), türkischer Fußballspieler